# Sparta (Illinois)
Sparta és una població dels Estats Units a l'estat d'Illinois. Segons el cens del 2000 tenia 4.486 habitants.

## Demografia
Segons el cens del 2000, Sparta tenia 4.486 habitants, 1.783 habitatges, i 1.164 famílies. La densitat de població era de 191,8 habitants/km².
Dels 1.783 habitatges en un 30,8% hi vivien nens de menys de 18 anys, en un 47,9% hi vivien parelles casades, en un 13,8% dones solteres, i en un 34,7% no eren unitats familiars. En el 30% dels habitatges hi vivien persones soles el 14,4% de les quals corresponia a persones de 65 anys o més que vivien soles. El nombre mitjà de persones vivint en cada habitatge era de 2,42 i el nombre mitjà de persones que vivien en cada família era de 3,01.
Per edats la població es repartia de la següent manera: un 25,6% tenia menys de 18 anys, un 8% entre 18 i 24, un 24,8% entre 25 i 44, un 23% de 45 a 60 i un 18,6% 65 anys o més.
L'edat mediana era de 39 anys. Per cada 100 dones de 18 o més anys hi havia 79,4 homes.
La renda mediana per habitatge era de 34.139 $ i la renda mediana per família de 41.908 $. Els homes tenien una renda mediana de 30.386 $ mentre que les dones 19.819 $. La renda per capita de la població era de 16.343 $. Aproximadament el 10,9% de les famílies i el 16% de la població estaven per davall del llindar de pobresa.

## Poblacions més properes
El següent diagrama mostra les poblacions més properes.